# Пряслины
«Пряслины» — цикл книг, написанный писателем Фёдором Александровичем Абрамовым с 1958 по 1978 года. 

## Общая информация
Цикл «Пряслины» получил название по фамилии крестьянского рода, о судьбе которого повествуют романы.
В тетралогию входят романы:
- «Братья и сёстры» (1958);
- «Две зимы и три лета» (1968);
- «Пути-перепутья» (1973);
- «Дом» (1978).

В литературе тетралогия также нередко называется «Братья и сёстры».
Время действия тетралогии — с начала Великой Отечественной войны до начала 1970-х гг., охватывает тяжёлые годы жизни в деревне во время войны (первая часть тетралогии), период послевоенного восстановления хозяйства СССР и развитие колхозов. Место действия — деревня Пекашино на севере России.
Тетралогия «Пряслины» — своего рода хроника, отражающая историческую реальность, социальные отношения. На величие и динамизм эпохи намекает множество деталей повседневной жизни, волнующий сюжет. Описаны проблемы колхозного управления, различные противоречия и конфликты в советском обществе. Успешно создана целая серия образов персонажей. Ясно показано, что настоящее человеческое счастье — в области духовного, а не материального.
Публикация в СССР частей тетралогии «Пряслины» сделала имя Фёдора Абрамова известным в литературных кругах, в 1975 году за опубликованные к тому времени три части тетралогии ему была присуждена Государственная премия СССР в области литературы, искусства и архитектуры.

## Переводы
Вся тетралогия была переведена на китайский язык (кит. упр. 普里亚斯林一家) и издана в 1984 году четырьмя книгами с подзаголовками, соответствующими названиям частей тетралогии (кит. упр. «兄弟姐妹», «两冬三夏», «十字路口», «房子»), Шанхайским издательством переводов (кит. упр. 上海译文出版社). Перевод был выполнен коллективом из 13 китайских переводчиков, один из которых — Гу Болинь (кит. упр. 顾柏林, 1932—2014), в следующем году ставший профессором Шанхайского университета иностранных языков, известный прежде всего как главный редактор «Большого китайско-русского словаря» (кит. упр. 汉俄大词典), изданного в Шанхае в 2009 году. 

## Экранизации
По тетралогии в 2014 году был выпущен российский телесериал «Две зимы и три лета».